# ويليام هنري هانز
ويليام هنري هانز (10 نوفمبر 1951  - 31 مارس 1994) كان جنديا أمريكيا وقاتل متسلسل قتل أربع نساء في القواعد العسكرية وحولها قبل إلقاء القبض عليه عام 1978. وقد أدين بقتل ثلاثة منهم، ولم يحاكم على قتل الرابعة. أعدم ويليام من قبل ولاية جورجيا في كرسي كهربائي.